# ダイハツ・トレヴィス
トレヴィス（Trevis）は、かつてダイハツ工業が製造・販売していたハッチバックである。

## 概要
2006年、欧州でトレヴィスを販売した。そして、2009年に販売終了。実質的後継車両はなし。

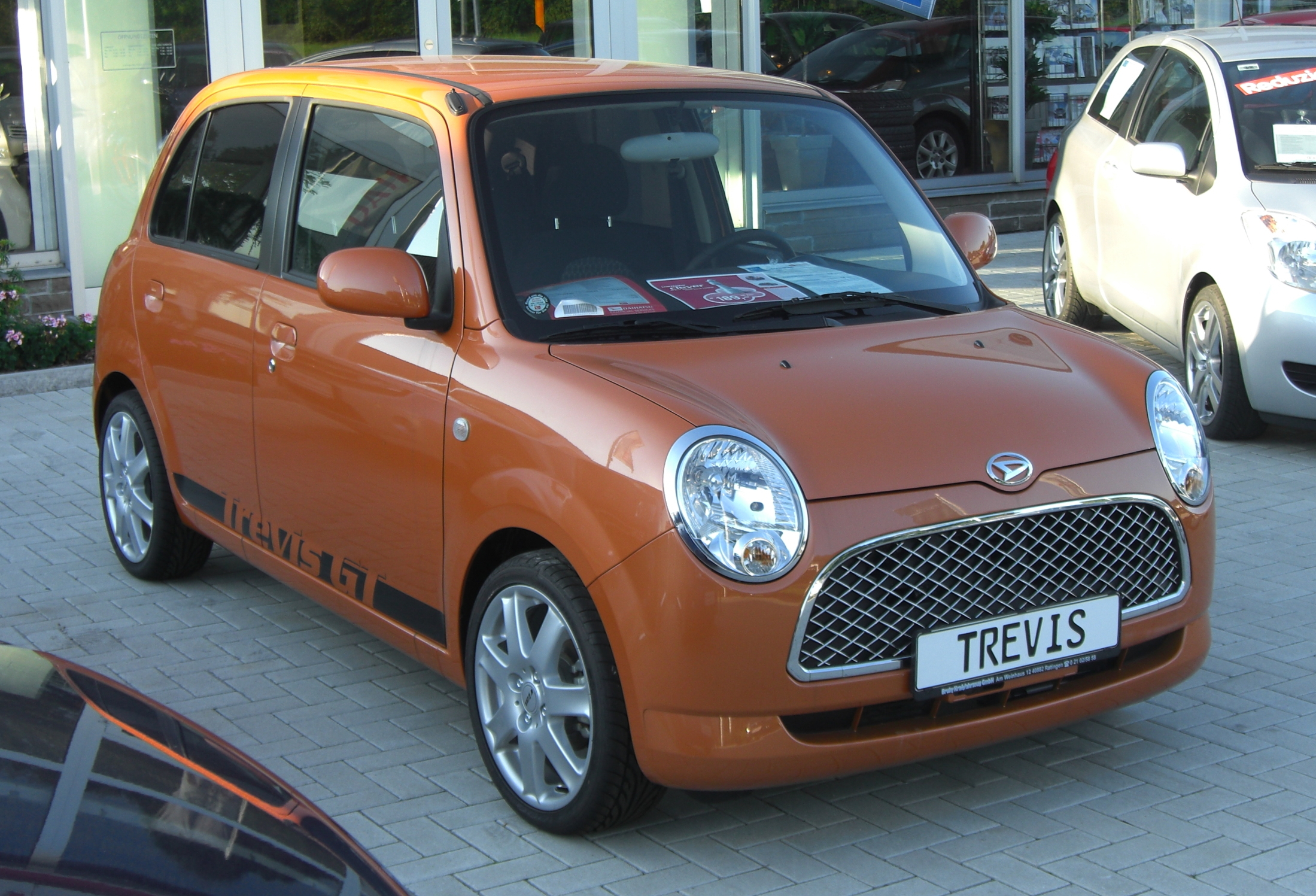
GT（フロント）
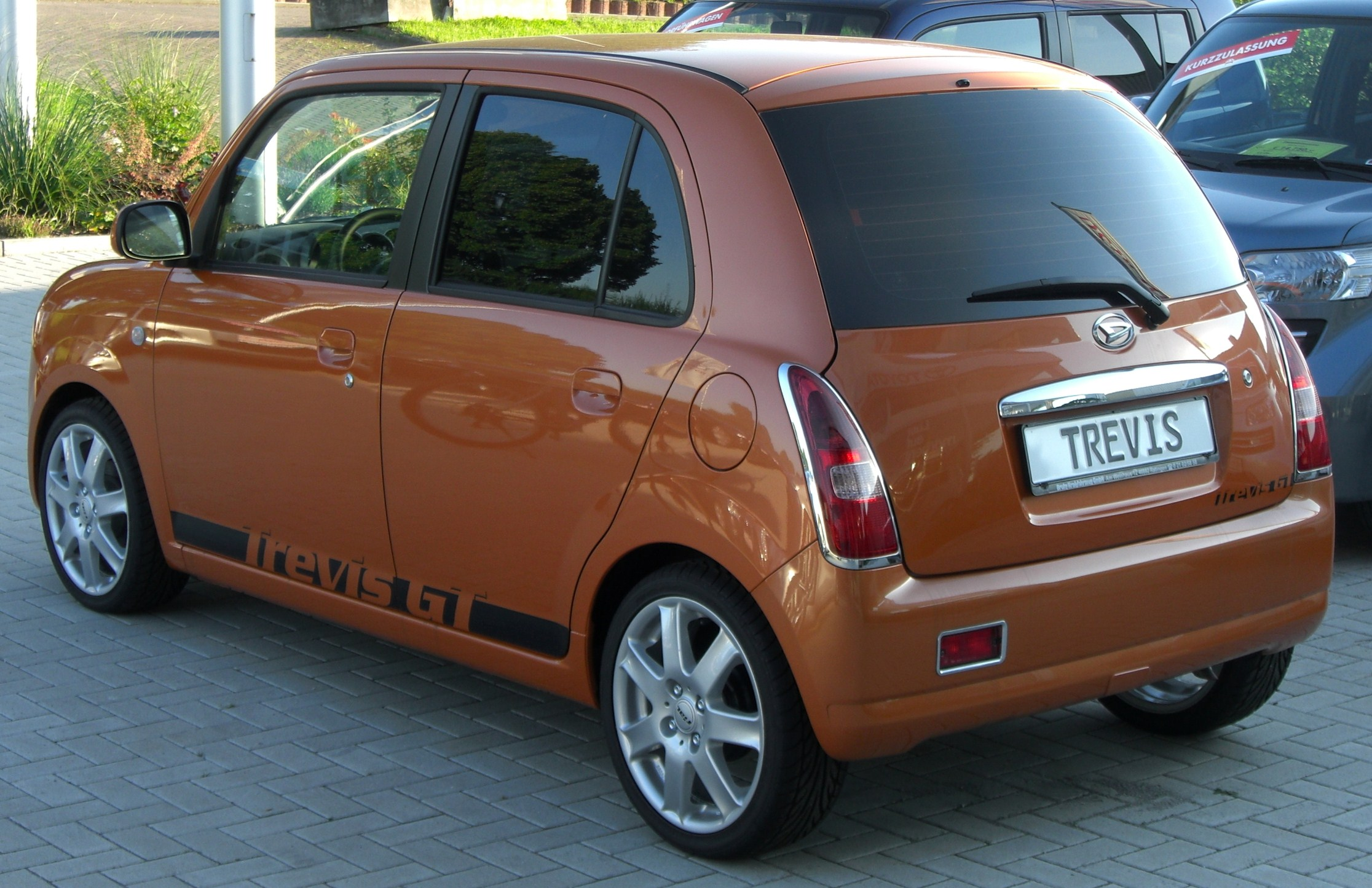
GT（リア）